# Маріос Токас
Маріос Токас (грец. Μάριος Τόκας, 8 червня 1954, Лімасол, Кіпр, Британська імперія — 27 квітня 2008, Афіни, Греція) — відомий кіпрський і грецький композитор, піаніст і співак.

## Дитинство й молодість
Народився 1954 року в Лімасолі на острові Кіпр, що був тоді територією Британської імперії. Його батько був журналістом місцевої газети. Інтерес до музики виявив ще в дитинстві. У десять років його включено до складу муніципального оркестру Лімасола, де грав на саксофоні.
1966 року, після відвідування концерту видатного грецького композитора Мікіса Теодоракіса, і натхненний його ораторіями «Маутхаузен» та «Роміосіні», Токас, у віці 14 років, написав пісню на вірші свого батька. Учнем у школі писав пісні для шкільних вистав та учнівських компаній. Також ще учнем дав персональні концерти в театрах «Ріалто» Лімасола, «Отелло» Нікозії з власними піснями, написаними на вірші Назима Хікмета, Янніса Ріцоса, Т. Пієрідіса, Євгена Євтушенка. Призваний до армії, спочатку служив у армійському оркестрі кларнетистом. Однак у період турецького вторгнення на Кіпр (1974) йому довелося взяти участь у бойових діях. Згодом згадував: «Це був період, який залишив великі травми», «ці події і подальше гірке життя стали джерелом натхнення для деяких моїх робіт». Після 38 місяців служби в армії був демобілізований. Почав давати концерти по всьому (вільному) Кіпру, щоб надихнути співвітчизників і для збору грошей для допомоги біженцям з окупованих турками територій.

## Музична кар'єра у Греції
У вересні 1975 року, за підтримки президента Кіпру архієпископа Макаріоса, що повернувся на острів, Токаса відправлено до Греції на навчання. Продовжив навчання в Національній консерваторії та на філософському факультеті Афінського університету. Токас продовжував писати пісні, але його перший диск під назвою «Пісні компанії» (Τα τραγούδια της παρέας) і у виконанні Маноліса Міціаса вийшов лише 1978 року. Етапом його кар'єри стало знайомство з грецьким поетом Яннісом Ріцосом, який довірив йому ще не видані вірші, під загальною назвою «Моє засмучене покоління» (Πικραμένη μου γενιά). 1981 року вийшов диск із піснями на вірші Ріцоса. Далі були інші музичні роботи на вірші Костаса Варналіса, Костаса Каріотакіса, Костаса Монтіса, Теодосіса Пієрідіса, Тевкроса Антіаса, Кіріакоса Харалампідіса, Міхаліса Пасіардіса та інших. Значним був його внесок у музичне оформлення багатьох театральних та кінематографічних робіт, таких як п'єси «Дона Росіта» та «Єрма» (Yerma) Федеріко Гарсії Лорки та комедія Арістофана «Жінки на святі Тесмофорій» («Θεσμοφοριάζουσες»).
1980 року видав дитячий диск із піснями на вірші Фонтаса Ладіса у виконанні Тані Цанакліду<. Характерним зразком цього диска є пісня «Солдатики». Маріос Токас коментував, що «ці пісні несуть із собою трагедію Кіпру. „Солдатики“ не радісна пісня, але торкається почуттів».

## «Яку половину?»
1981 року Токас прочитав вірші своєї землячки, турчанки-кіпріотки Неше Яшін «Яку половину?» (в перекладі Еллі Пеоніду):
|  | Кажуть, людина має любити Батьківщину - Так і мій батько каже завжди. Мою Батьківщину розділено навпіл: Яку з двох я маю любити? |

Вірші були співзвучні почуттям самого Токаса. Він майже відразу написав музику до віршів Яшіна і незабаром публічно виконав пісню (надалі основним виконавцем цієї пісні став Йоргос Даларас). Пісня мала величезний успіх і стала своєрідним гімном прихильників возз'єднання Кіпру по обидва боки острова, розділеного внаслідок турецького вторгнення та окупації.

## Утвердження
Від кінця 1980-х років і далі, успіхи Токаса йшли один за одним і його музика та пісні стали відомі скрізь де мешкають греки. Серед найвідоміших його пісень — «Снігова Аннуля» («Αννούλα του χιονιά»), «Хуліган», «Люблю тебе як травневий сміх», «Ніч пахне жасмином», «Як божевільна вантажівка», «Залежить», «Ціль» («Το σημάδι»), «Шукаю тебе в Салоніках», «Лададика» (салонікський квартал), «Моря», «Місяця близнюки», «Зупинку тут», «Руки вгору», «Життя посипане квітами» («Βίος Ανθόσπαρτος»), «Повернення-біди» («Επιστροφές-καταστροφές»), «Уяви», «Дощ», «Раби самотності». Його пісні виконували: Дімітріс Мітропанос, Янніс Паріос, Йоргос Даларас, Маноліс Міціас, Пасхаліс Терзіс, Гликерія, Харіс Алексіу, Дімітра Галані, Антоніс Калояніс, Толіс Воскопулос, Марінелла, Стеліос Діонісіу, Алека Канелліду, Катерина Кука, Теміс Адамантідіс, Василіс Скулас та інші.

## Богородиця Марія
1996 року Токас відвідав чернечий Афон. Вражений рукописами, які вивчив на місці, написав симфонічний твір «Богородиця Марія» (Θεογεννήτωρ Μαρία). 2002 року, в рамках заходів з нагоди вступу Кіпру до Європейського Союзу, представив «Богородицю Марію» у кафедральному Соборі Святого Стефана у Відні, з виконавцями Манолісом Міціасом, Костасом Хадзіхристодулу, вокальним ансамблем «ECHO», в супроводі Братиславського камерного філармонічного оркестру (Bratislava Chamber Philharmonic Orchestra) під керівництвом Георгіоса Паятіса. За словами самого Токаса, він вважав цей день кульмінацією своєї кар'єри. Один з корифеїв грецької музики, композитор Мікіс Теодоракіс, писав з цієї нагоди:
Маріос Токас, завжди спирався на коріння нашої грецької традиції, створив і продовжує створювати твори справді грецькі. У його мелодіях є щось від неба, від моря, від самої скелі Афона.Оригінальний текст (гр.)
ο Μάριος Τόκας, πάντα στηριγμένος στις ρίζες της ελληνικής μας παράδοσης, δημιούργησε και δημιουργεί έργα γνήσια ελληνικά. Οι μελωδίες του έχουν κάτι από τον ουρανό, τη θάλασσα, τον ίδιο τον βράχο του Άθω.

## Визнання
Маріос Токас поставив свою творчість на службу Кіпру. На знак визнання його заслуг, 2001 року президент Республіки Кіпр Глафкос Клірідіс нагородив його медаллю «За видатні заслуги перед Батьківщиною» («μετάλλιο εξαίρετης προσφοράς στην πατρία»). 2002 року його нагороджено також премією «Яннос Кранідіотіс», заснованою на згадку про загиблого в авіакатастрофі заступника міністра закордонних справ Греції, кіпріота Я. Кранідіотіса.

## Інші захоплення
Токас непогано малював і зберіг інтерес до живопису протягом усього свого життя. В його аматорському живописі домінували портрети, але особливо — іконопис.
Токас був фанатичним уболівальником афінського футбольного клубу АЕК (Спортивний союз Константинополя) і не втрачав можливості разом із синами повболівати на трибунах за улюблену команду. Примітно, що в жовтні 2002 року, коли АЕК приймав мадридський «Реал» (рахунок 3:3), Токас, який на той час давав авторський концерт в Одеоні Ірода Аттичного, у перервах між піснями і сидячи за фортепіано, отримував «живу» інформацію про хід матчу. Як уболівальник АЕК, Токас був об'єктом підсміювання з боку постійного виконавця його пісень, Дімітріса Мітропаноса, який своєю чергою був «гавросом» (γαύρος — гаврос, означає анчоус, прізвисько вболівальника пірейського клубу «Олімпіакос»).

## Останні роки
Як затятий прихильник возз'єднання Кіпру, 2004 року рішуче виступив проти так званого Плану Аннана, який, замість реального об'єднання острова, передбачав узаконення результатів турецького вторгнення та окупації півночі острова. Звертаючись до земляків, Токас підкреслював, що «крайні (прийнятні) для нації моменти вимагають чітких відповідей».
Протягом 2005—2006 років співпрацював із Державним оркестром грецької музики, під керівництвом Ставроса Ксархакоса, зробивши низку турне по Греції та (вільному) Кіпру.
2007 року випустив свій останній диск із Василісом Скуласом «Біла хустка».
Помер в Афінах у Неділю 27 квітня 2008 року, після багатомісячної боротьби з раком. На знак визнання заслуг композитора перед Кіпром, його похорон оплатив уряд Республіки Кіпр і проведено від храму Св. Теодорів Першого афінського кладовища. Крім його близьких і друзів, президента Кіпру в той період Дімітріса Христофіаса, в останній шлях композитора проводили тисячі шанувальників його музики.
2018 року в Лімасолі на концерті на знак десятиліття від дня смерті Маріоса Токаса президент Кіпру Нікос Анастасіадіс виголосив вступну промову.

## Сонце червоне(альбом-посвята)
Маріос Токас був одружений з Амалією Пецопулу, вони мали трьох дітей — дочку Хару та синів Костаса та Ангелоса.
Після смерті залишилося багато невиданих праць у партитурах і звукових записах, які перейшли у власність сім'ї.
Іліас Бенетос, друг Токаса, який був багато років його продюсером, понад два роки працював із архівом покійного композитора. Результатом роботи його та дружини композитора стали 12 пісень, які записано від вересня 2011 року до березня 2012 року. Згідно з передсмертними побажаннями композитора, їх виконали Дімітріс Мітропанос, Янніс Паріос, а також молодий Янніс Котсирас, із яким Токас планував почати співпрацю. Оркестрування пісень виконав Антоніс Гунаріс. Диск вийшов за чотири роки після смерті композитора.

## Дискографія
- 1978 — Пісні компанії (ΤΑ ΤΡΑΓΟΥΔΙΑ ΤΗΣ ΠΑΡΕΑΣ — (Маноліс Міціас[el])
- 1978 — Ішки, мишки, шишки (ΑΡΕΣ,ΜΑΡΕΣ,ΚΟΥΚΟΥΝΑΡΕΣ) (дитячий диск) — Таня Цанакліду
- 1981 — Моє засмучене покоління (ΠΙΚΡΑΜΕΝΗ ΜΟΥ ΓΕΝΙΑ) — Лакіс Халкіас[el]
- 1982 — Північні вітерці (ΤΑ ΒΟΡΙΑΔΑΚΙΑ) — Нікос Номікос, Теміс Адамантідіс[el], Янна Комнінова
- 1984 — Мала еротика (ΜΙΚΡΑ ΕΡΩΤΙΚΑ) — Антоніс Калояніс[el]
- 1986 — Кіпр у ритмі любові (ΚΥΠΡΟΣ ΣΤΟ ΡΥΘΜΟ ΤΟΥ ΕΡΩΤΑ (оркестрова музика)
- 1987 — На проспекті кохання (ΣΤΗ ΛΕΩΦΟΡΟ ΤΗΣ ΑΓΑΠΗΣ) — Янніс Паріос, Харіс Алексіу, Діонісіс Теодосіс[el], Дімітра Галані
- 1987 — Пісні для Константіни (TΡΑΓΟΥΔΙΑ ΓΙΑ ΤΗΝ ΚΩΝΣΤΑΝΤΙΝΑ (ΤΟ ΣΗΜΑΔΙ) — Константіна
- 1989 — Як божевільна вантажівка (ΣΑΝ ΤΡΕΛΛΟ ΦΟΡΤΗΓΟ) — Янніс Паріос
- 1991 — Краплі кохання (ΣΤΑΖΕΙΣ ΕΡΩΤΑ) — Толіс Воскопулос
- 1992 — Наша національна самотність (Η ΕΘΝΙΚΗ ΜΑΣ ΜΟΝΑΞΙΑ) — Дімітріс Мітропанос
- 1993 — Завжди закоханий (ΠΑΝΤΑ ΕΡΩΤΕΥΜΕΝΟΣ) — Янніс Паріос
- 1993 — Місяця близнюки (ΔΙΔΥΜΑ ΦΕΓΓΑΡΙΑ) — Алека Канелліду[el] (музика — Маріос Токас і Лаврентіс Махеріцас)
- 1994 — Привіт, Греціє (ΓΕΙΑ ΣΟΥ ΕΛΛΑΔΑ) — (оркестрова музика за участю Янніса Паріоса)
- 1994 — Разом із сонцем (ΠΑΡΕΑ Μ' ΕΝΑΝ ΗΛΙΟ) — Дімітріс Мітропанос
- 1995 — Любов не вбивають із першого приводу (ΔΕΝ ΣΚΟΤΩΝΟΥΝ ΤΗΝ ΑΓΑΠΗ ΜΕ ΤΗΝ ΠΡΩΤΗ ΑΦΟΡΜΗ) — Катеріна Кука
- 1996 — Жінки на святі Тесмофорій Арістофана (музика для постановки Театральної організації Кіпру)
- 1997 — Душою й тілом (ΨΥΧΗ ΤΕ ΚΑΙ ΣΩΜΑΤΙ) (К. Хадзіхристодулу) — вірші повішених борців ЕОКА
- 1997 — З ім'ям важким, як історія (ΜΕ ΟΝΟΜΑ ΒΑΡΥ ΣΑΝ ΙΣΤΟΡΙΑ) — Стеліос Діонісіу
- 1998 — Життя, всипане квітами (ΒΙΟΣ ΑΝΘΟΣΠΑΡΤΟΣ) — Маноліс Міціас[el] (Пісні для однойменного телесеріалу)
- 1998 — Голос Вітчизни — Йоргос Даларас[3]
- 1998 — Богородиця Марія (ΘΕΟΓΕΝΝΗΤΩΡ ΜΑΡΙΑ) — М. Міціас, К. Хадзіхристодулу
- 1999 — Едельвейс (вірші Алкіс Алкеос[el]) — Дімітріс Мітропанос
- 2001 — Хочу сказати (ΘΕΛΩ ΝΑ ΠΩ) — Пасхаліс Терзіс
- 2002 — Мої пісні (ΤΑ ΤΡΑΓΟΥΔΙΑ ΜΟΥ) — багато різних співаків
- 2002 — Фамагуста-цариця (ΑΜΜΟΧΩΣΤΟΣ ΒΑΣΙΛΕΥΟΥΣΑ) — Дімітріс Мітропанос, Маноліс Міціас, Гликерія, Мария Алексіу, К. Хадзіхристодулу
- 2002 — Богородиця Марія (ΘΕΟΓΕΝΝΗΤΩΡ ΜΑΡΙΑ) (живий запис із Відня) — М. Міціас, К. Хадзіхристодулу
- 2003 — Любов прийшла здалеку (Η ΑΓΑΠΗ ΗΡΘΕ ΑΠΟ ΜΑΚΡΙΑ) — Гликерія (пісні з однойменного телесеріалу)
- 2003 — Важкі для здоров'я (ΒΑΡΕΑ ΑΝΘΥΓΙΕΙΝΑ) — Пасхаліс Терзіс (пісні з однойменного кінофільму)
- 2006 — FONTANA AMOROSA (оркестрова музика)[4]
- 2006 — На передньому плані (ΣΕ ΠΡΩΤΟ ΠΛΑΝΟ) — Теміс Адамантідіс[el]
- 2007 — Білою хустинкою махала (ΑΣΠΡΟ ΜΑΝΤΗΛΙ ΑΝΕΜΙΖΕ) — Васіліс Скулас (за участю Пантеліса Талассіноса)
- 2008 — Маріос Токас Антологія (4CD з хітами 1978—2006 років)
- 2012 — Сонце красне (HΛΙΟΣ ΚΟΚΚΙΝΟΣ) — Дімітріс Мітропанос, Янніс Паріос, Пасхаліс Терзіс, Янніс Котсирас.
- 2017 — Пісні, які живуть нелегально — Мілтос Пасхалідіс (вірші Алкіса Алкеоса[el])